# Liste des évêques d'Odienné
La liste des évêques d'Odienné recense les noms des évêques qui se sont succédé sur le siège épiscopal d'Odienné en Côte d'Ivoire depuis la création du diocèse d'Odienné (Dioecesis Odiennensis) le 19 décembre 1994 par détachement de ceux de Daloa, de Korhogo et de Man.

## Sont évêques
- 19 décembre 1994 - 22 mars 2005 : Maurice Konan Kouassi, nommé évêque de Daloa
- 29 juillet 2005 - 3 janvier 2009 : Jean Salomon Lezoutié, nommé évêque coadjuteur de Yopougon
- 1er juillet 2009 - † 8 mai 2019 : Antoine Koné
- Depuis le 30 juin 2022 : Alain Clément Amiézi[1]

## Sources
- (en) Fiche du diocèse sur catholic-hierarchy.org